# گیب نیوئل
گیب لوگان نیوئل (انگلیسی: Gabe Logan Newell؛ زادهٔ ۳ نوامبر ۱۹۶۲) که با لقب گِیبن (انگلیسی: Gaben) نیز شناخته می‌شود یک طراح بازی ویدئویی و کارآفرین اهل ایالات متحده آمریکا و از بنیانگذاران شرکت ولو  است. او در کلرادو متولد شد و در اوایل دهه ۱۹۸۰ در دانشگاه هاروارد تحصیل کرد، اما برای کار در شرکت مایکروسافت از تحصیل انصراف داد. او به عنوان تهیه‌کننده بر روی برخی از سیستم عامل‌های اولیه ویندوز کار کرد.
در حالی که هنوز در اواسط دهه ۱۹۹۰ در مایکروسافت مشغول به کار بود، نیوئل و همکارش مایک هریتونتون بعد از بازی کردن DOOM و Quake متقاعد شدند آینده سرگرمی در بازی‌های ویدیویی است. آنها در سال ۱۹۹۶ مایکروسافت را ترک کردند و برای داشتن استودیوی توسعه بازی خود شرکت ولو را تأسیس کردند.

## حرفه
نیوئل در ۳ نوامبر ۱۹۶۲ در کلرادو متولد شد، و در دبیرستان دیویس در کالیفرنیا تحصیلات را تمام کرد. پس از آن، وی از سال ۱۹۸۰ تا ۱۹۸۳ به دانشگاه هاروارد رفت، اما قبل از فارغ‌التحصیلی برای کار برای شرکت فناوری آمریکایی مایکروسافت از تحصیل انصراف داد. نیوئل سیزده سال دیگر را در این شرکت گذراند و به عنوان تولیدکننده سیستم عامل‌های ویندوز ۱٫۰۱، ۱٫۰۲ و ۱٫۰۳ خدمت کرد. بعداً نیوئل اظهار داشت که وی در طول سه ماه اول تحصیل خود، در مایکروسافت بیشتر از آنچه که در دانشگاه هاروارد انجام داده، آموخته‌است و یکی از دلایل کناره‌گیری او از دانشگاه است. او با الهام از مایکل آبراش، که مایکروسافت را برای کار در بازی رایانه ای Quake ترک کرد، نیوئل و یکی دیگر از کارمندان مایکروسافت، به نام مایک هریتونتون مایکروسافت را ترک کرد تا شرکت ولو را در سال ۱۹۹۶ تأسیس کند. نیوئل و هارینگتون از طریق توسعه موتور نیمه جان(Half Life) و موتور بازی GoldSrc از هزینه‌های خود برای تأمین بودجه شرکت ولو استفاده کردند. او هنگام کار بر بازی نیمه جان ۲'(Half Life 2)'، چندین ماه را صرف تمرکز روی پروژه استیم کرد.
در سال ۲۰۰۷، نیوئل به صورت آشکار از توسعه نرم‌افزار خود برای کنسول‌های بازی، به ویژه پلی استیشن ۳ ابراز نارضایتی کرد. نیوئل یک بار مدعی شد که توسعه فرایندهای کنسول به‌طور کلی «اتلاف وقت همه» و «فاجعه در بسیاری از سطوح» است او گفت: «. . . من می‌گویم، حتی در این اواخر، آنها (تولیدکنندگان کنسول) فقط باید این کار را لغو کرده و یک کار جدی را انجام دهند. فقط بگویید، «این یک فاجعه وحشتناک بود و ما متأسفیم و قصد داریم فروش (کنسول) را متوقف کنیم و ما تلاش برای متقاعد کردن مردم برای پیشرفت در این امر متوقف خواهیم کرد.»
با وجود اظهارات انتقادی علیه کنسول‌ها، در نمایشگاه سرگرمی الکترونیکی ای۳ در سال ۲۰۱۰، نیوئل بر روی صحنه سونی رفت. وی ضمن تأیید اظهارنظرهای گذشته خود در مورد توسعه کنسول‌ها، دربارهٔ ماهیت باز پلی استیشن ۳ سونی صحبت کرد و انتشار پورتال ۲ را برای این کنسول اعلام کرد و اظهار داشت که با پشتیبانی استیم بهترین نسخه برای هر کنسول خواهد بود. نیوئل همچنین از سرویس ایکس‌باکس لایو انتقاد کرده و از آن به عنوان «لاشه خراب قطار» یاد کرد. او همچنین نسبت به سیستم عامل ویندوز ۸ مایکروسافت بسیار انتقاد کرد و آن را «فاجعه» و «تهدید» برای ماهیت باز بازیهای رایانه‌ای خواند.
در دسامبر سال ۲۰۱۰، مجله فوربز نیوئل را بخاطر فعالیت در استیم به عنوان «نامی که باید بدانید» توصیف کرد. در مارس ۲۰۱۳، نیوئل به دلیل مشارکت خود در صنعت بازی‌های ویدیویی، جایزه بفتا فلوشیپ را دریافت کرد. در اکتبر سال ۲۰۱۷، فوربز او را در بین ۱۰۰ نفر از ثروتمندترین افراد در ایالات متحده قرار داد، به گفته این مجله ارزش خالص وی ۵٫۵ دلار آمریکا تخمین زده می‌شود.

## زندگی شخصی

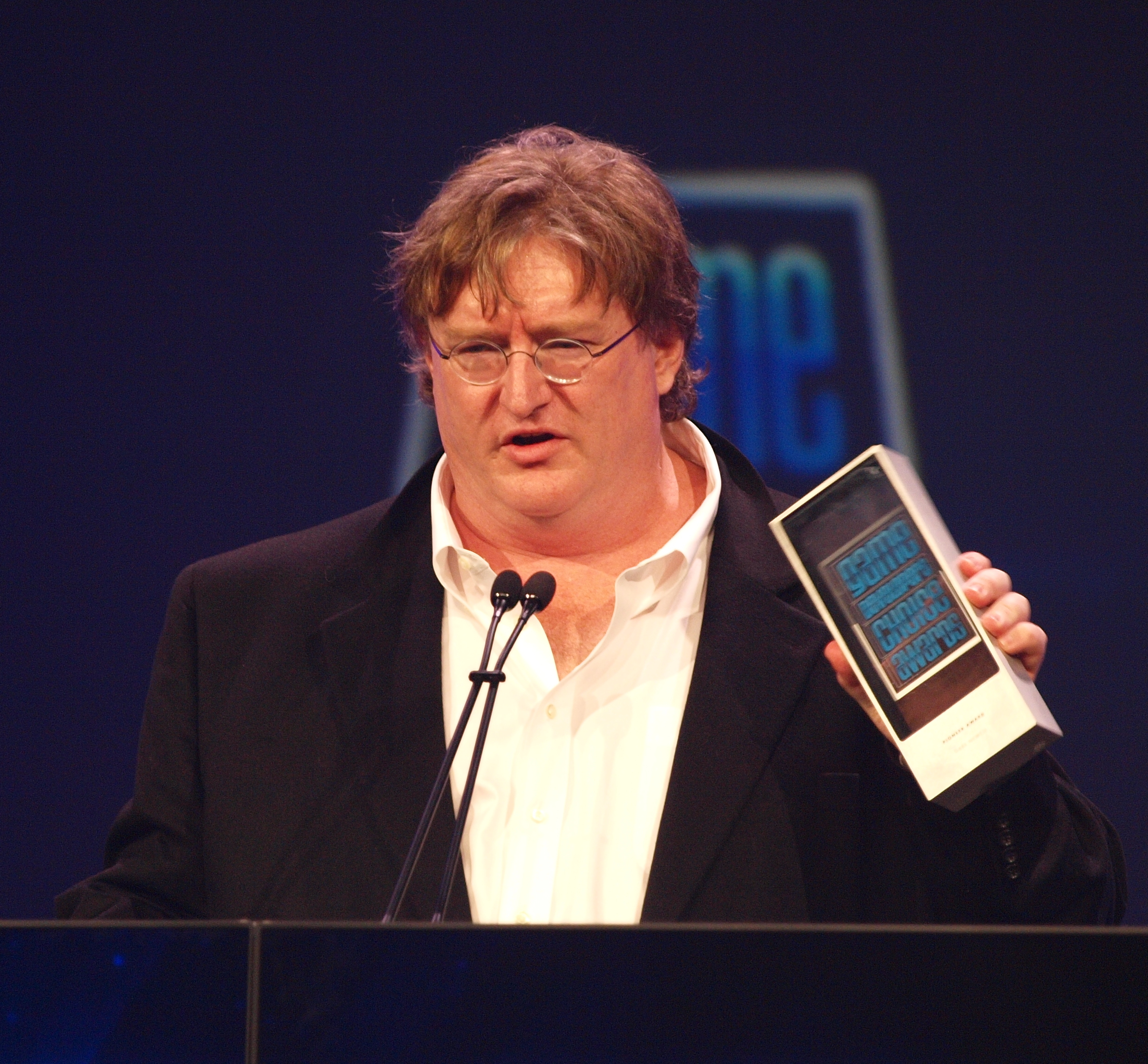
نیوئل در کنفرانس توسعه دهندگان بازی در سال ۲۰۱۰

یوئل در گذشته از بیماری دیستروفی فوچ رنج می‌برد، یک بیماری مادرزادی که بر قرنیه چشم تأثیر می‌گذارد، اما در سال‌های ۲۰۰۶ و ۲۰۰۷ با پیوند دو قرنیه درمان شد. او با لیزا منت (اکنون لیزا منت نیول) در همان روزی که شرکت ولو را با هارینگتون تأسیس کرد ازدواج کرد. این زوج دو پسر دارند از جمله گری. تولد گری در اواخر دهه ۱۹۹۰ به عنوان الهام بخش غول آخر بازی نیمه جان بود، زیرا این زوج، زایمان را ترسناک‌ترین کاری می‌دانستند که در آن زمان ممکن بود به آن فکر کنند.
در سال ۲۰۱۱، نیوئل اعلام کرد که بازی‌های ویدئویی سوپر ماریو ۶۴، دوم و پیشتازان فضا از جمله موارد مورد علاقه او بودند. دوم او را متقاعد کرد که بازی‌ها آینده سرگرمی را تشکیل می‌دهند و سوپر ماریو ۶۴ او را متقاعد کرد که بازی‌ها نوعی «هنر» هستند. نیوئل همچنین طرفدار سری انیمیشن My Little Pony: Friendship Is Magic است. در سال ۲۰۱۳، نیوئل به قهرست مشاهیر فرهنگستان هنر و علوم تعاملی اضافه شد. نیوئل همچنین یک بسته صوتی را برای دوتا ۲، توسعه داد، که بسیاری از عبارات را از صدای خود به روشی طنزآمیز ارجاع می‌داد.
او در جامعه بازی‌های ویدئویی به شوخی با نام "Gaben" معروف است که از آدرس ایمیل کار وی گرفته شده‌است. نیوئل اظهار داشت که سعی کرده از خود یک چهره مردمی بسازد او می‌گوید:
«آنها (طرفداران) وقتی به سمت من فرار می‌کنند مرا در آغوش می‌گیرند. من آدم بغل کنی نیستم، اما این چیزی است که آنها می‌خواهند. اولین باری که این اتفاق در ملاء عام اتفاق افتاد من با بچه‌هایم بودم و بچه‌هایم با آن خیلی خونسرد بودند. اما من نبودم. بچه‌ها به من می‌گویند «بابا، با آن بساز.» حتی اکنون، و من از مشتریان خود یادمی‌گیرم.»